# Sankt Kathrein am Offenegg
Sankt Kathrein am Offenegg is een gemeente in de Oostenrijkse deelstaat Stiermarken, en maakt deel uit van het district Weiz.
Sankt Kathrein am Offenegg telt 1201 inwoners.
Albersdorf-Prebuch
· Anger
· Birkfeld
· Fischbach
· Fladnitz an der Teichalm
· Floing
· Gasen
· Gersdorf an der Feistritz
· Gleisdorf
· Gutenberg
· Hofstätten an der Raab
· Ilztal
· Ludersdorf-Wilfersdorf
· Markt Hartmannsdorf
· Miesenbach bei Birkfeld
· Mitterdorf an der Raab
· Mortantsch
· Naas
· Passail
· Pischelsdorf am Kulm
· Puch bei Weiz
· Ratten
· Rettenegg
· Sankt Kathrein am Hauenstein
· Sankt Kathrein am Offenegg
· Sankt Margarethen an der Raab
· Sankt Ruprecht an der Raab
· Sinabelkirchen
· Strallegg
· Thannhausen
· Weiz
- Gemeinsame Normdatei: 4387328-5
- Library of Congress Control Number: no99032102
- Nationale Bibliotheek van Israël: 987007494268805171
- Virtual International Authority File: 130509684